# Tryonia
Tryonia is een geslacht van weekdieren uit de klasse van de Gastropoda (slakken).

## Soorten
- Tryonia allendae Hershler, H.P. Liu & Landye, 2011
- Tryonia clathrata Stimpson, 1865
- Tryonia herschleri Czaja & Estrada-Rodriguez, 2015 †
- Tryonia imitator (Pilsbry, 1899)
- Tryonia infernalis Hershler, Liu & Simpson, 2015
- Tryonia julimesensis Hershler, H.P. Liu & Landye, 2011
- Tryonia minckleyi Hershler, H.P. Liu & Landye, 2011
- Tryonia peregrina Hershler, H.P. Liu & Landye, 2011
- Tryonia porrecta (Mighels, 1845)
- Tryonia pseudocircumstriata Czaja & Estrada-Rodriguez, 2015 †
- Tryonia santarosae Hershler, Landye, H.-P. Liu, De la Maza-Benignos, Ornelas & Carson, 2014
- Tryonia seemani (Frauenfeld, 1863)
- Tryonia shikueii Hershler, Landye, H.-P. Liu, De la Maza-Benignos, Ornelas & Carson, 2014